# مقاطعة مانابي

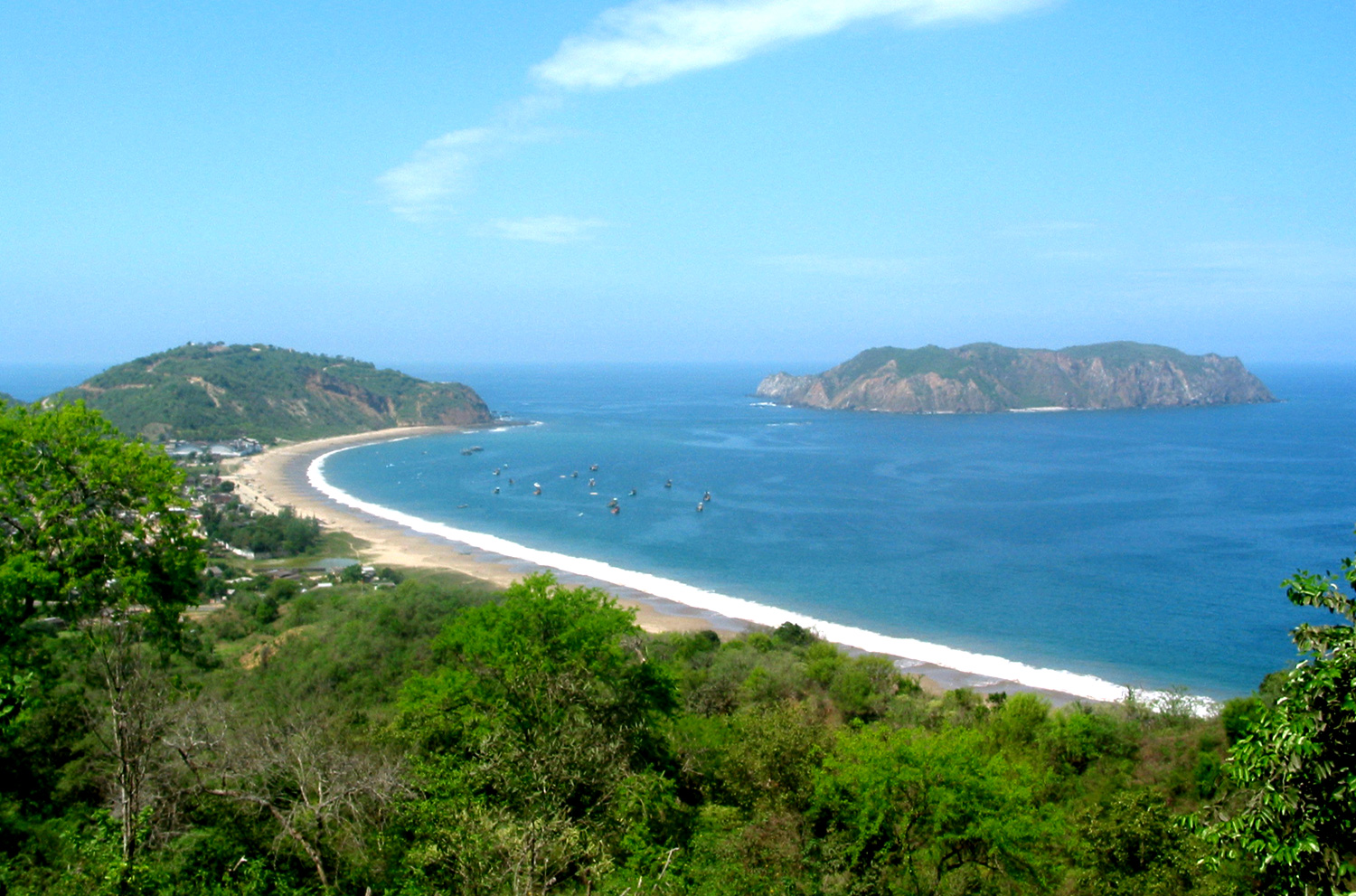
كومونا سالانجو

مانابي هي مقاطعة في الإكوادور. عاصمتها بورتوفيجو. سميت على اسم قبيلة مانابي.

## كانتونات
وتنقسم المقاطعة إلى 22 كانتون

## أعلام
- كارلوس فيرا